# آلاله لرستانی
آلاله لرستانی (نام علمی: Ranunculus koeiei) نام یک گونه از سرده آلاله است. سردهٔ آلاله در ایران ۵۵ گونهٔ علفی یک ساله و چند ساله دارد. آلاله لرستانی یکی از ۵۵ گونهٔ موجود در ایران است.